# 에릭 벨
에릭 로빈 벨(영어: Eric Robin Bell, 1947년 9월 3일 ~ )은 북아일랜드 출신의 록 및 블루스 음악가로, 록 밴드 씬 리지의 창립 멤버이자 초대 기타리스트로 가장 잘 알려져 있다. 그는 1969년부터 1973년까지 씬 리지의 일원으로 활동하였다. 씬 리지를 떠난 후 잠시 자신의 그룹을 이끌었으며, 1970년대 중반에는 노엘 레딩 밴드에 합류하였다. 이후 그는 여러 장의 솔로 음반을 발표했으며, 블루스를 기반으로 한 트리오인 에릭 벨 밴드와 함께 정기적으로 공연하고 있다.

## 경력

### 씬 리지
오르간 연주자 에릭 릭슨은 씬 리지에 합류한 지 몇 달 만에 탈퇴하였고, 남은 세 멤버는 이후 데카 레코드와 계약을 체결하였다. 리드 기타리스트로서 벨은 밴드의 첫 세 장의 음반인 《Thin Lizzy》, 《Shades of a Blue Orphanage》, 《Vagabonds of the Western World》에서 연주하였으며, 히트 싱글 〈Whiskey in the Jar〉에도 참여하였다. 그는 필 라이넛, 브라이언 다우니와 함께 여러 곡을 공동 작곡했으며, 이 중 〈The Rocker〉는 밴드 경력 전반에 걸쳐 공연에서 사랑받는 곡이 되었다. 또한 그는 밴드의 첫 음반 《Thin Lizzy》에 수록된 곡 〈Ray Gun〉을 단독으로 작곡하였다.
씬 리지는 1970년대 초반 점차 인기를 얻었으나, 음반 녹음과 순회 공연, 그리고 록스타 생활의 과도함으로 인한 압박이 벨에게 큰 부담이 되었다. 그는 1973년 새해 전야 콘서트를 끝으로 밴드를 떠났는데, 당시 공연 도중 기타를 공중으로 던지고, 앰프를 관중석 쪽으로 밀어버린 뒤 무대를 박차고 나간 것으로 알려져 있다. 그는 이후 당시 결정을 후회하지 않는다고 밝히며 다음과 같이 말했다. "정말 건강 문제 때문에 떠나야 했어요. 탈진 상태였고, 제 앞에 놓인 수많은 것들을 감당할 수 없었어요." 그의 탈퇴 이후 게리 무어가 임시로 기타리스트로 합류하였다.

## 음반 목록

### 씬 리지
- Thin Lizzy (1971)
- Shades of a Blue Orphanage (1972)
- Vagabonds of the Western World (1973)